# HK Nik’s Brih Riga
Der HK Nik’s Brih Riga war ein lettischer Eishockeyclub aus Riga, der in den 1990er Jahren dreimal die lettische Meisterschaft gewann.

## Geschichte
Der Verein wurde 1987 gegründet und trug seine Heimspiele in der Rīgas Sporta pils aus. Ab 1992 nahm der Verein an der lettischen Eishockeyliga teil. Dabei konnte er dreimal die lettische Meisterschaft gewinnen und zweimal die Vizemeisterschaft erreichen. Nach der ersten Meisterschaft nahm der Verein am IIHF Federation Cup 1995/96 teil, wo er den dritten Platz in der Vorrundengruppe C belegte.
Im Jahr 2000 wurde der Verein aufgelöst, während gleichzeitig in Riga zwei neue Eishockeyclubs entstanden – die Juniors Riga und Vilki Riga. Zu letzterem wechselte ein Großteil der Spieler von Nik’s Brih.

## Platzierungen
- 1992/93: 4. Platz
- 1993/94: 2. Platz
- 1994/95: Meister
- 1995/96: 3. Platz[1]
- 1996/97: 2. Platz
- 1997/98: Meister[2]
- 1998/99: Meister[3]
- 1999/2000: 3. Platz

## Erfolge
- 1995 Lettischer Meister
- 1998 Lettischer Meister
- 1999 Lettischer Meister

## Bekannte ehemalige Spieler
- Viktors Durnovs
- Sergejs Nikitins
- Ervīns Muštukovs